# بابا فرج التبريزي
بابا فرج التبريزي (توفي عام 1172/73) كان شيخًا صوفيًا إيرانيًا من القرن الثاني عشر. وهو معروف أيضًا باسم جاجيلي، نظرًا لوجود الخانيقاه (نزل صوفية) وقبره في منطقة جاجيلي في تبريز.
ومن المعروف أنه كان يتحدث باللهجة العامية التبريزية في شمال غرب إيران.